# Muzeum Ziemi Sejneńskiej
Sejneńskie Towarzystwo Opieki nad Zabytkami – stowarzyszenie powołane w 2004 w Sejnach przez grupę lokalnych działaczy – pasjonatów, którego celem jest ochrona zabytków i krajobrazu kulturowego Sejneńszczyzny oraz upowszechnianie wiedzy o regionie, a także uświadamianie znaczenia społecznej opieki nad zabytkami i innymi dobrami lokalnej kultury. Organizacja jest kontynuatorem tradycji i ideałów przyświecających przedwojennemu Towarzystwu Opieki nad Zabytkami Przeszłości (organizacji założonej 27 czerwca 1906).

## Powstanie i siedziba
Sejneńskie Towarzystwo Opieki nad Zabytkami w maju 2005 powołało w ramach swojej działalności Muzeum Ziemi Sejneńskiej im. abp Romualda Jałbrzykowskiego. Siedziba organizacji mieści się w centrum Sejn, przy ul. Piłsudskiego 28, w dawnym pałacu biskupim. Obszarem działania jest Sejneńszczyzna. Główne cele organizacji to ochrona zabytków i krajobrazu kulturowego Sejneńszczyzny, upowszechnianie wiedzy o regionie i uświadamianie znaczenia społecznej opieki nad zabytkami i innymi dobrami lokalnej kultury.

## Zadania muzeum

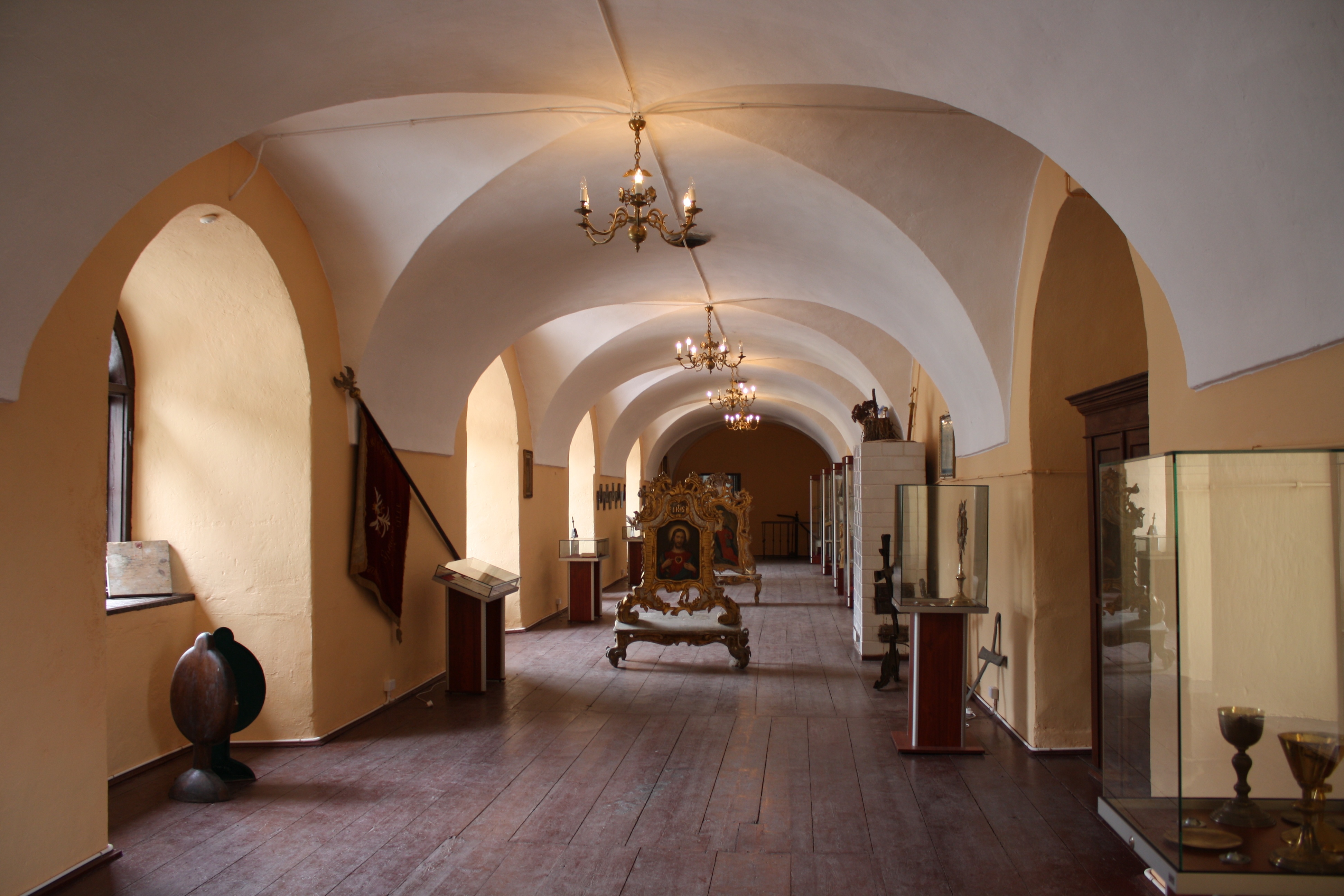
Ekspozycja muzealna

Muzeum Ziemi Sejneńskiej zadania swoje spełnia głównie poprzez:
- gromadzenie, systematyzowanie i udostępnianie muzealiów w:
  - salach tematycznych: archeologicznej, dominikanów i biskupów sejneńskich, tradycji Wojska Polskiego i czynu niepodległościowego, numizmatycznej, sejneńskich szkół i wielokulturowości regionu
  - utworzonym w Klasztorze Podominikańskim w Sejnach Muzeum Diecezjalnym
  - utworzonym Archiwum zawierającym cenną dokumentację, np.: dawne rękopisy, mapy
  - zorganizowanej Bibliotece o szerokiej tematyce: historycznej, religijnej, regionalnej
- ochronę zabytków i ich rewitalizację poprzez pozyskiwanie funduszy w ramach realizacji zadań publicznych na szczeblu lokalnym po złożone projekty finansowane przez Ministerstwo Kultury i Dziedzictwa Narodowego – w ten sposób odrestaurowano Bazylikę Nawiedzenia Najświętszej Maryi Panny w Sejnach, Klasztor Podominikański w Sejnach oraz zrealizowano wstępny etap projektu Rewitalizacja centrum Sejn z uwzględnieniem odbudowy sejneńskich sukiennic
- funkcję edukacyjną, wychowawcza i estetyczną, a także popularyzację poprzez organizację lekcji muzealnych, aktywny udział (np. poprzez organizowanie wystaw okolicznościowych) w wydarzeniach ważnych pod względem historycznym w dziejach regionu – np. 450-lecia dziejów Sejn i Sejneńszczyzny, kolejna rocznica Powstania Sejneńskiego itp. Także poprzez liczne wydawnictwa (broszury, książki, foldery) i bezpośrednio lub pośrednio przekazywane informacje w różnych mediach i formie (prasa, Internet) – także we współpracy z różnymi partnerami (przedstawicielami władz, innymi podmiotami: organizacjami, archiwami, bibliotekami, uczelniami itd.). Funkcję informacyjną spełnia też utworzona przy Muzeum Informacja Turystyczna

## Zasady funkcjonowania
Organizacja jest instytucją non-profit, a jej władze i pracownicy wypełniają swoje obowiązki społecznie. Środki na realizację celów statutowych pochodzą ze składek członkowskich, dobrowolnych wpłat firm i osób prywatnych oraz pozyskiwanych środków od władz lokalnych z tytułu realizacji zadań publicznych i od władz ministerialnych w ramach zaakceptowanych i realizowanych wniosków. Szczegółowe zasady organizacji i działalności organizacji określa prawo o stowarzyszeniach i statut muzeum.